# Vanda coerulescens
Vanda coerulescens là một loài phong lan có ở Arunachal Pradesh, Assam, Ấn Độ, Phía đông Himalaya, Myanmar, Thái Lan, Trung Quốc (phía nam Vân Nam).

## Mô tả
Chiều cao trung bình của V. coerulescens là từ 30 đến 60 cm. Nó có lá dây đeo hai lớp thường xanh, có đỉnh. Đây là một loài lan lâu năm biểu sinh với những chùm hoa mọc ở nách mọc thẳng hoặc rủ xuống từ những thân cây nhỏ. Cụm hoa dài có thể lên tới hơn 30 cm, tạo ra nhiều hoa có mùi thơm và màu xanh sặc sỡ khoảng 3 cm. Cánh của nó có hình mũi mác thuôn dài với phần gốc màu vàng cam, phần giữa màu vàng và đỉnh màu trắng. Bên ngoài của cánh có màu nền trắng và phần giữa và đỉnh màu tím. Các vách ngăn có lưới bọc kín và các vân/ sọc.

## Điều kiện tăng trưởng
Trong môi trường nuôi nhốt, nó thích ánh sáng lọc rất sáng, phát triển tốt ở nhiệt độ từ trung bình đến ấm (khoảng 25~30 độ C). Tốt nhất nên trồng ở đất thoát nước tốt trong đất sét, rổ (tùy chọn tốt nhất để sinh trưởng) hoặc chậu nhựa và tưới nước thường xuyên. Giống như tất cả các loài Vandas khác, V. coerulescens phát triển tốt nhất trong các giỏ thanh gỗ không có giá thể. Hoa của nó lâu tàn.

Ngoài tự nhiên, loài V. coerulescens sống trên cạn, mọc ở các vùng mát đến ấm, nóng ở độ cao từ 300 đến 1200 mét, thường được tìm thấy trên các thân cây trong các khu rừng thưa. Theo báo cáo cho thấy loài này ra hoa vào tháng 8 đến tháng 10.

## Hình ảnh

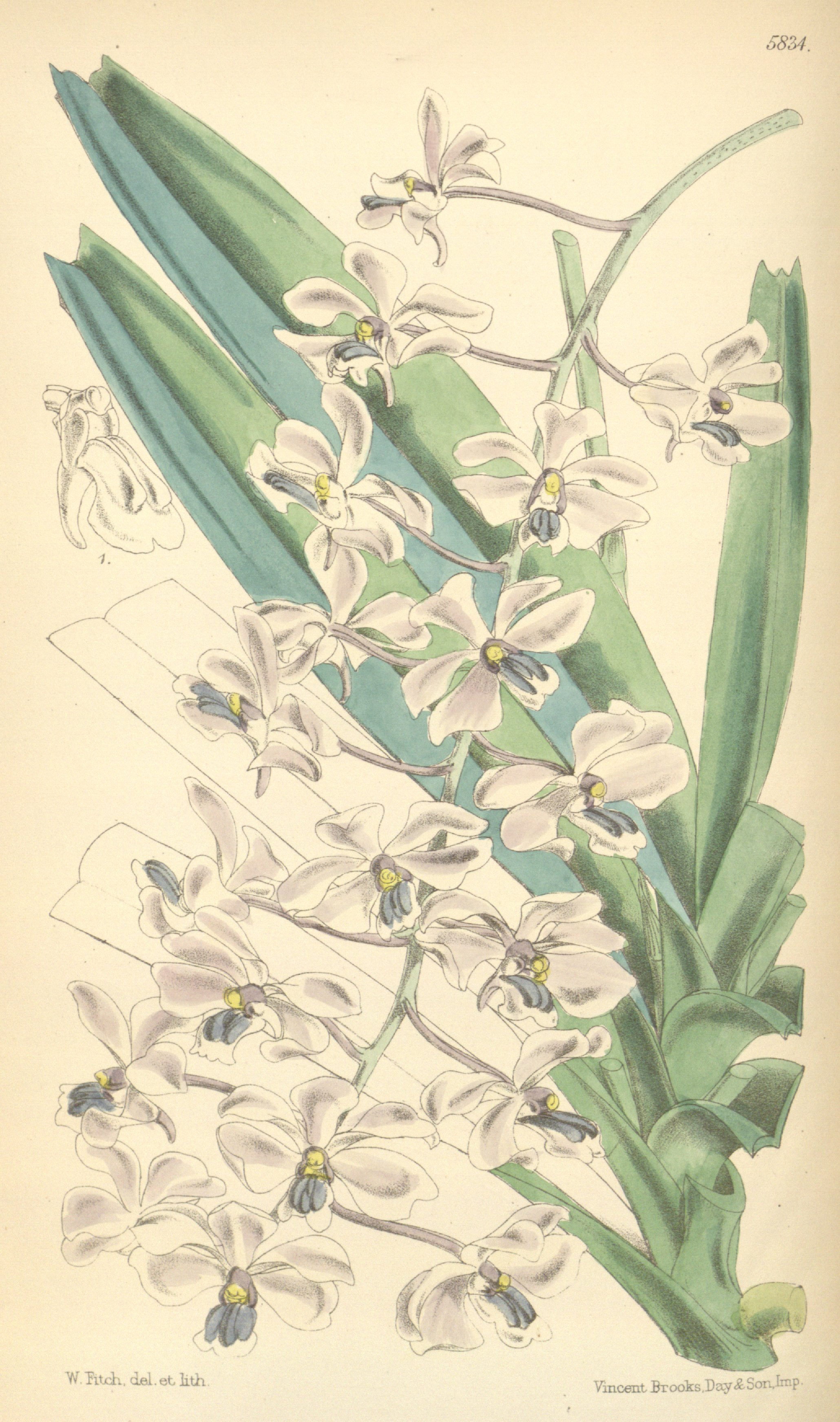
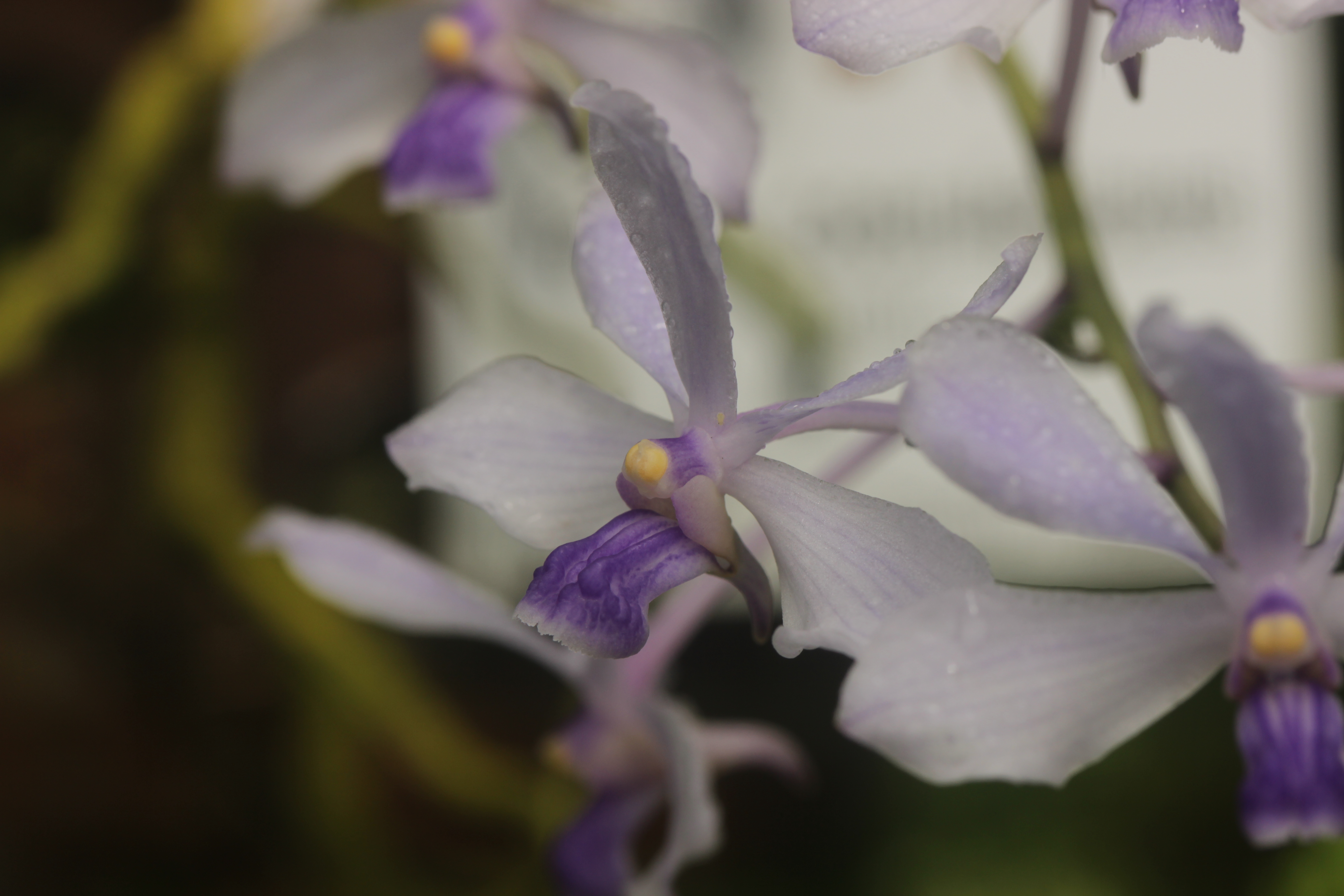
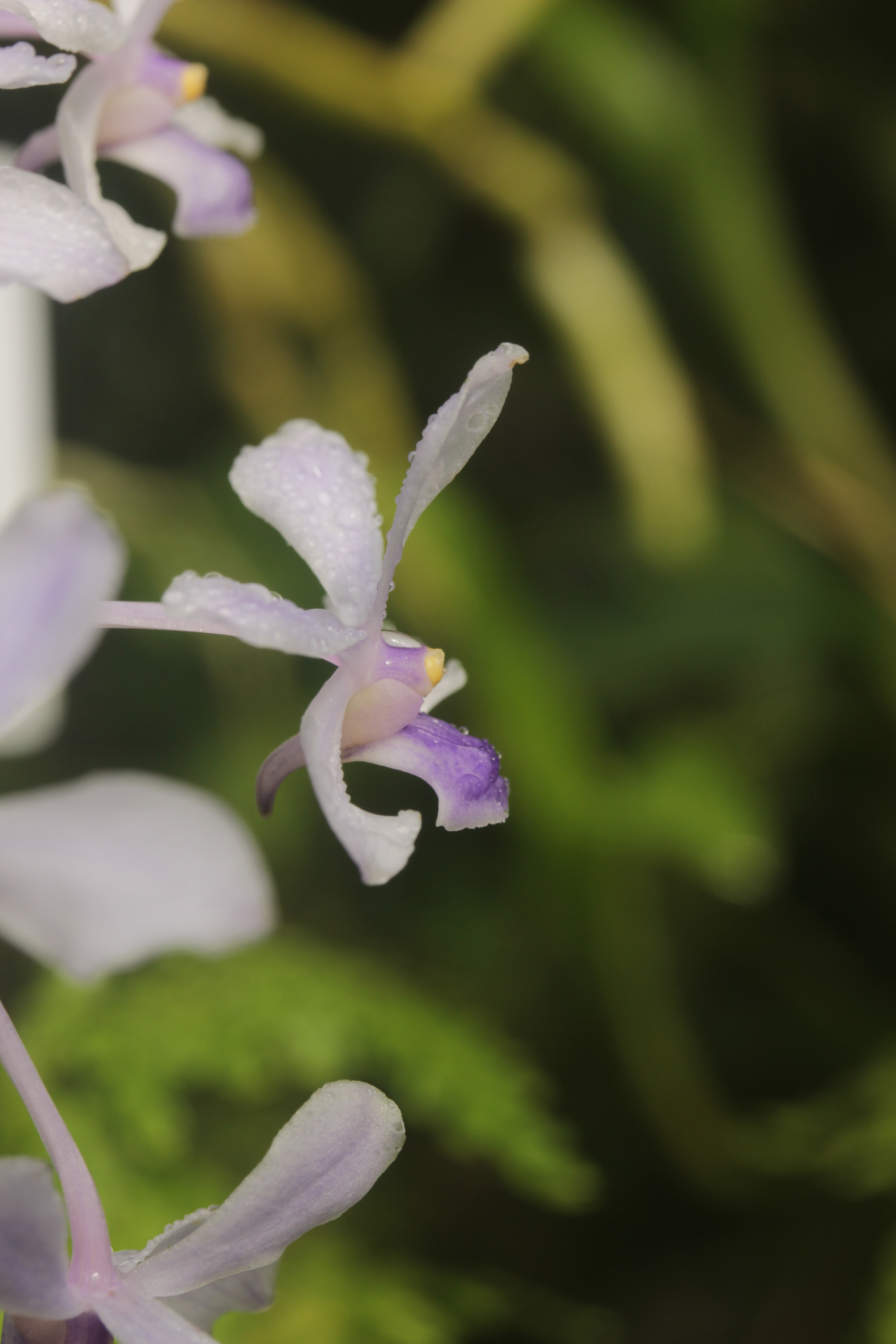
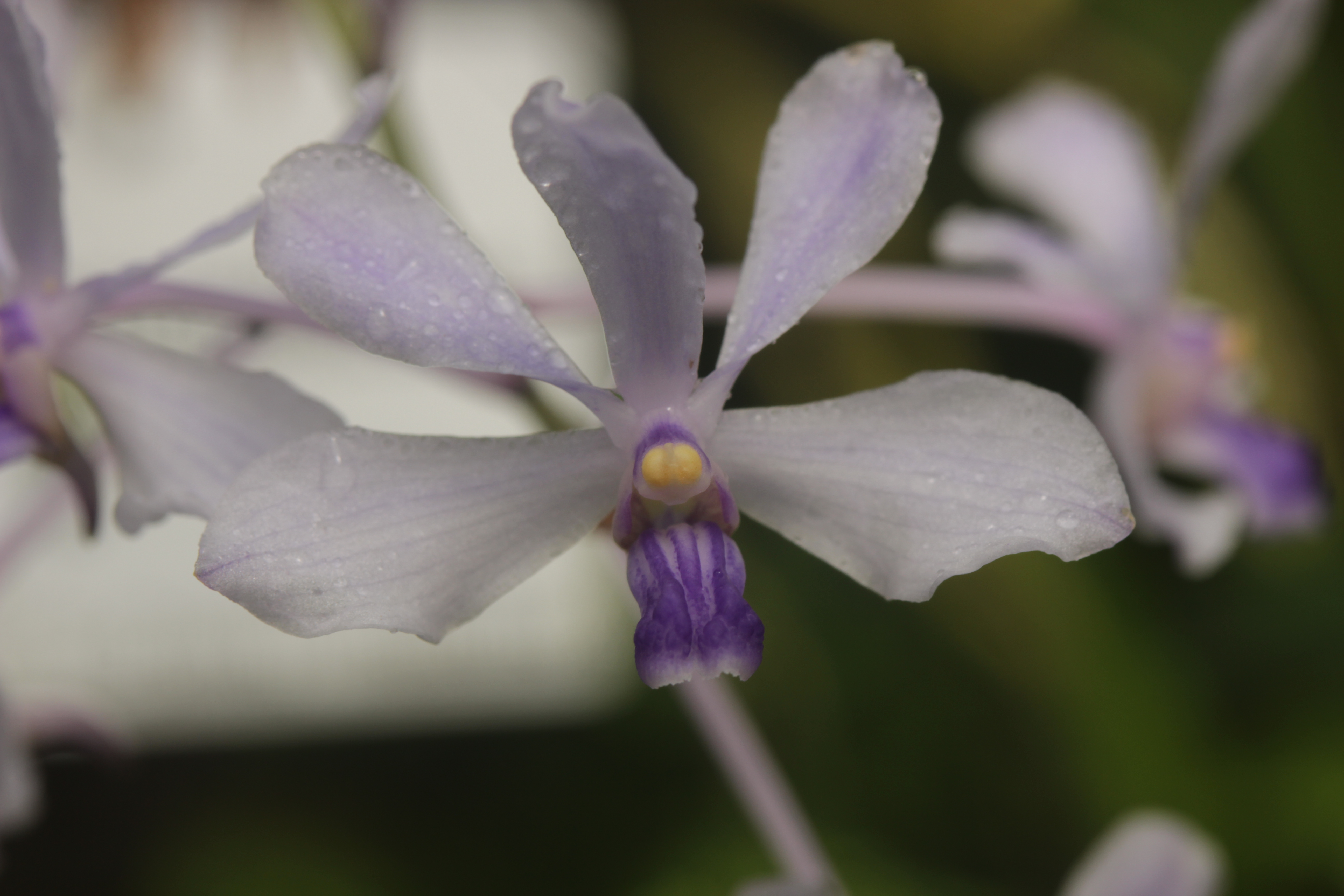
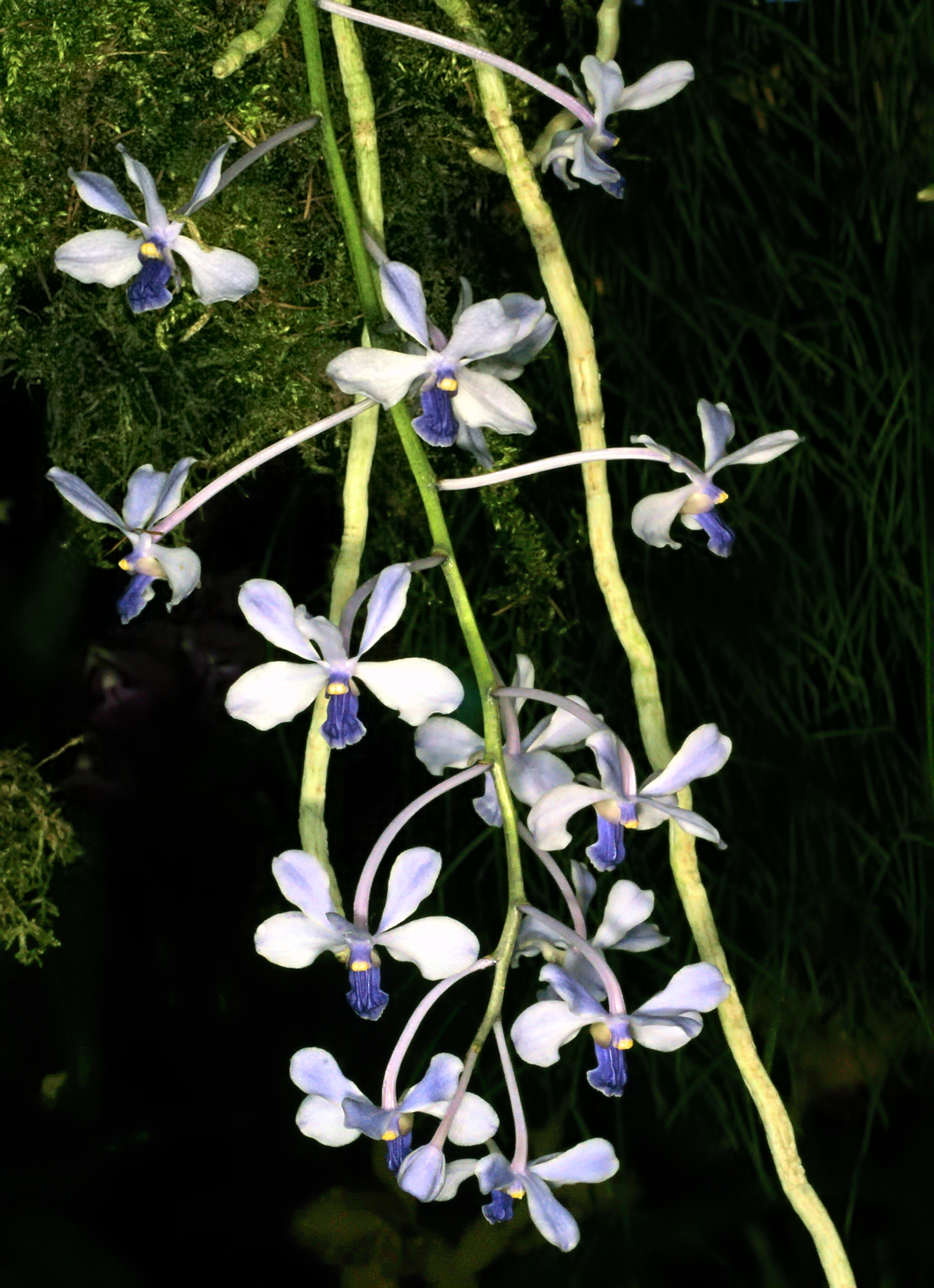
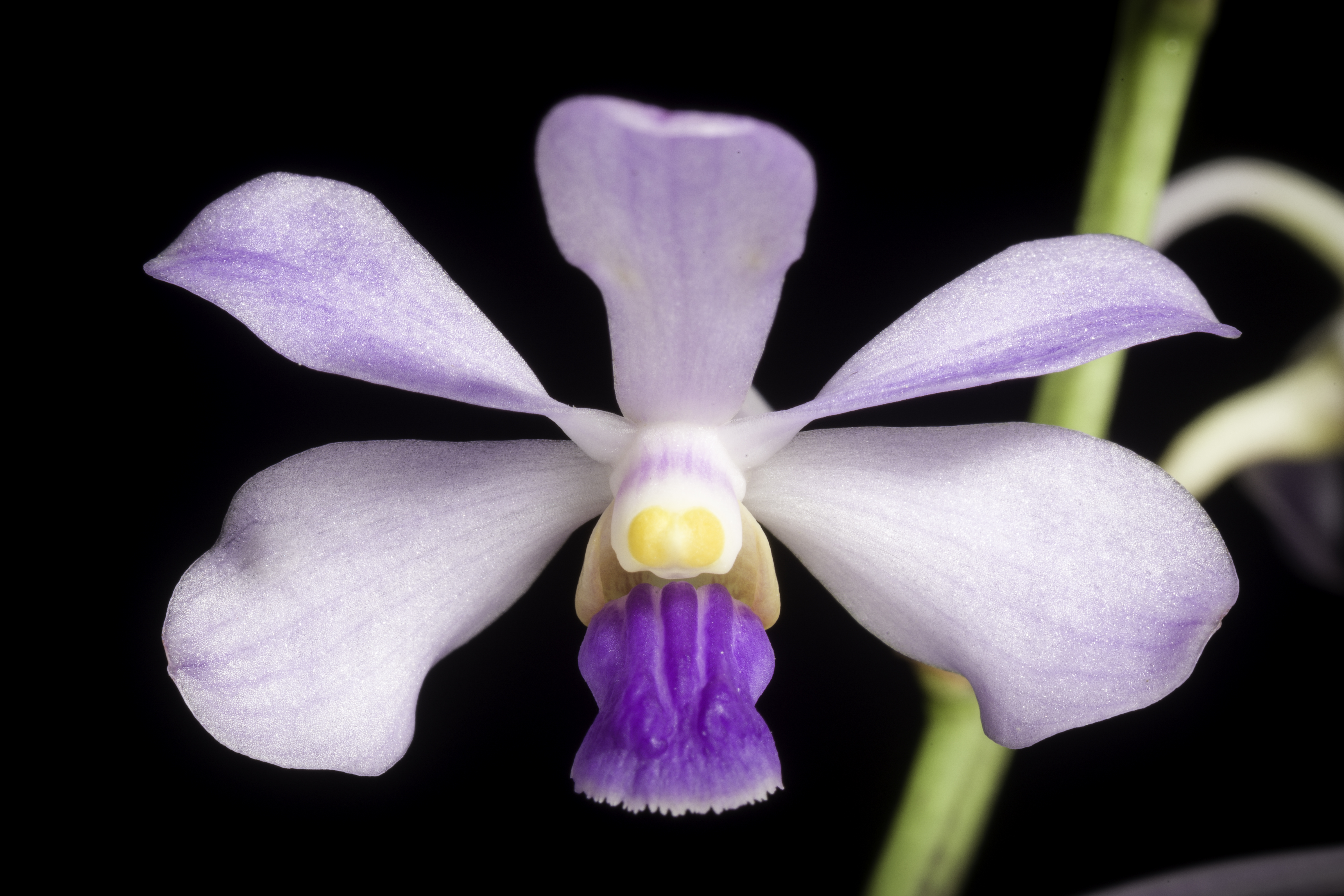